# Itamuton magallanes
Itamuton magallanes är en stekelart som först beskrevs av Porter 1967.  Itamuton magallanes ingår i släktet Itamuton och familjen brokparasitsteklar. Inga underarter finns listade i Catalogue of Life.